# Schüpfheim
Schüpfheim is een gemeente met bijna 4000 inwoners op ca. 730 m hoogte gelegen in het kanton Luzern. Het was de van het district Entlebuch tot op 1 januari 2008 de districten van Luzern werden afgeschaft. Het dorp ligt aan de rivier de Kleine Emme.

## Demografie
Schüpfheim heeft het meeste aantal inwoners van het district.